# سي++/سي إل آي
C++/CLI هي لغة برمجة C++ و لكن تعمل تحت اطار . NET Framework. هذا يعني ان ال.NET تقوم بادارتها (مثل حذف الذاكرة التي يتم حجزها في البرنامج اوتوماتيكيا). عندما نقوم بترجمة البرنامج من النصوص البرمجية المكتوبة بC++/CLI, لا نحصل على برنامج يمكنه العمل مباشرة على الآلة. بل نحصل على ملف تنفيذي يحتوي على اكواد شبه منخفضة المستوى. تسمى هذه الاكواد بالByteCode و يتم تحليلها و تحويلها إلى اكواد تفهمها الآلة بواسطة ال.NET Framework خلال تنفيذ البرنامج بشكل اوتوماتيكي. والبرنامج تابع لشركة مايكروسوفت.